# Kurt Reusch

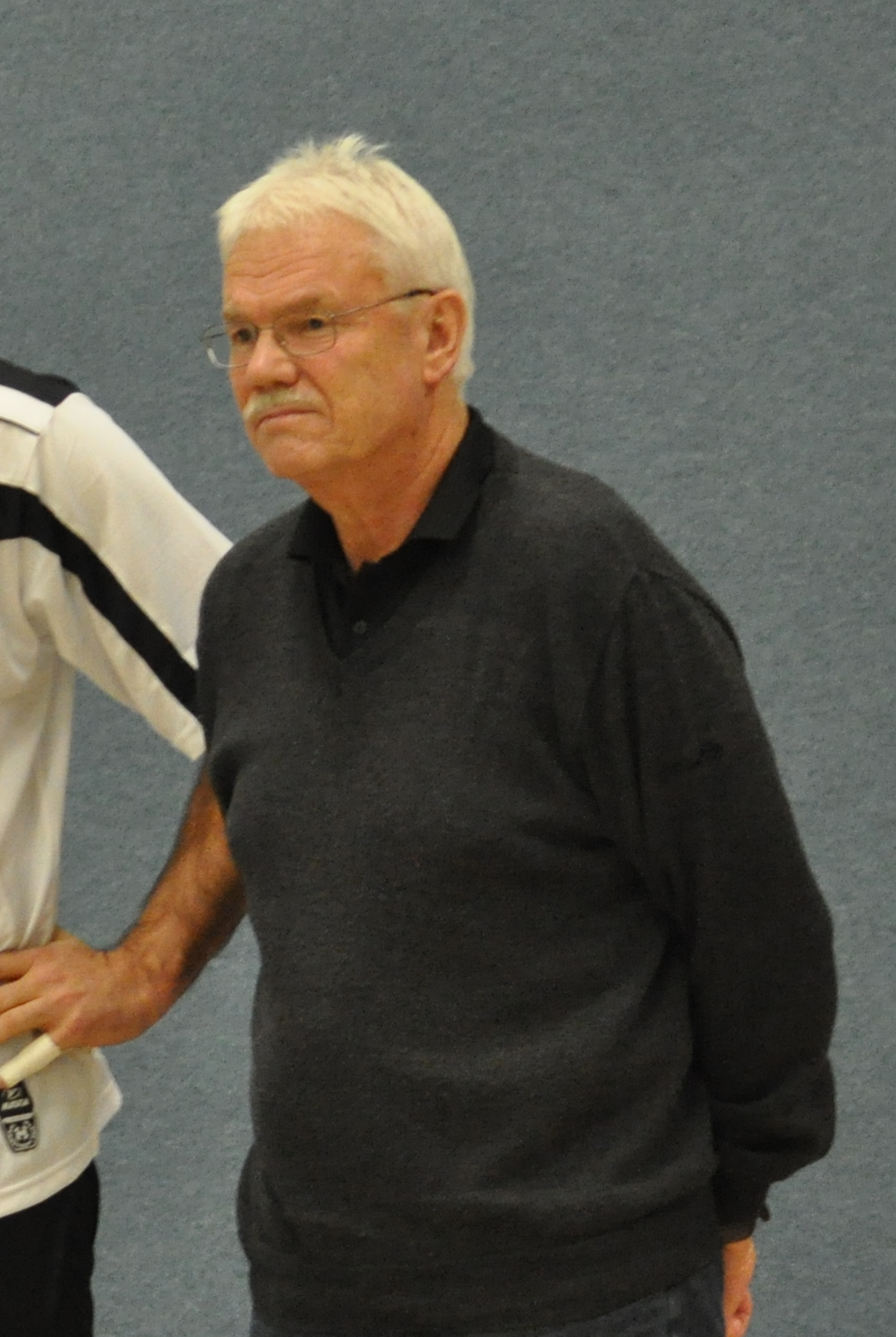
Kurt Reusch (2010)

Kurt Reusch (* 17. Dezember 1943 in Urach) ist ein deutscher Handballtrainer.
Nach einer Lehre als Handschuhmacher absolvierte er ein Sportstudium.
Er trainierte den TV 1893 Neuhausen bis 2009, den er in die 2. Handball-Bundesliga führte. Als Trainer von Frisch Auf Göppingen schaffte er mit der Mannschaft 1999 den Aufstieg; im Februar 2004 trat er erneut den Trainerposten in Göppingen an und schaffte hier den Klassenerhalt.
Kurt Reusch war Ende der Saison 2010/11 Cheftrainer bei der RSZ Handball-Akademie Göppingen. Er war bis 2009 38 Jahre als Landestrainer des Handball-Verbandes Württemberg tätig. Im März 2017 übernahm er interimsweise das Traineramt vom TV 1893 Neuhausen.